# Lunule (liturgie)
Pour les articles homonymes, voir lunule.
Une lunule (du latin lunula, c'est-à-dire petite lune) est un récipient liturgique destiné à contenir une grande hostie exposée dans l'ostensoir lors des adorations et saluts du Saint-Sacrement. La lunule est faite généralement de deux couvercles circulaires en verre transparent, cerclés de métal et reliés par une charnière. 
En dehors des cérémonies liturgiques, la lunule est conservée dans une  pyxide ou custode spéciale, déposée à l'intérieur du tabernacle.

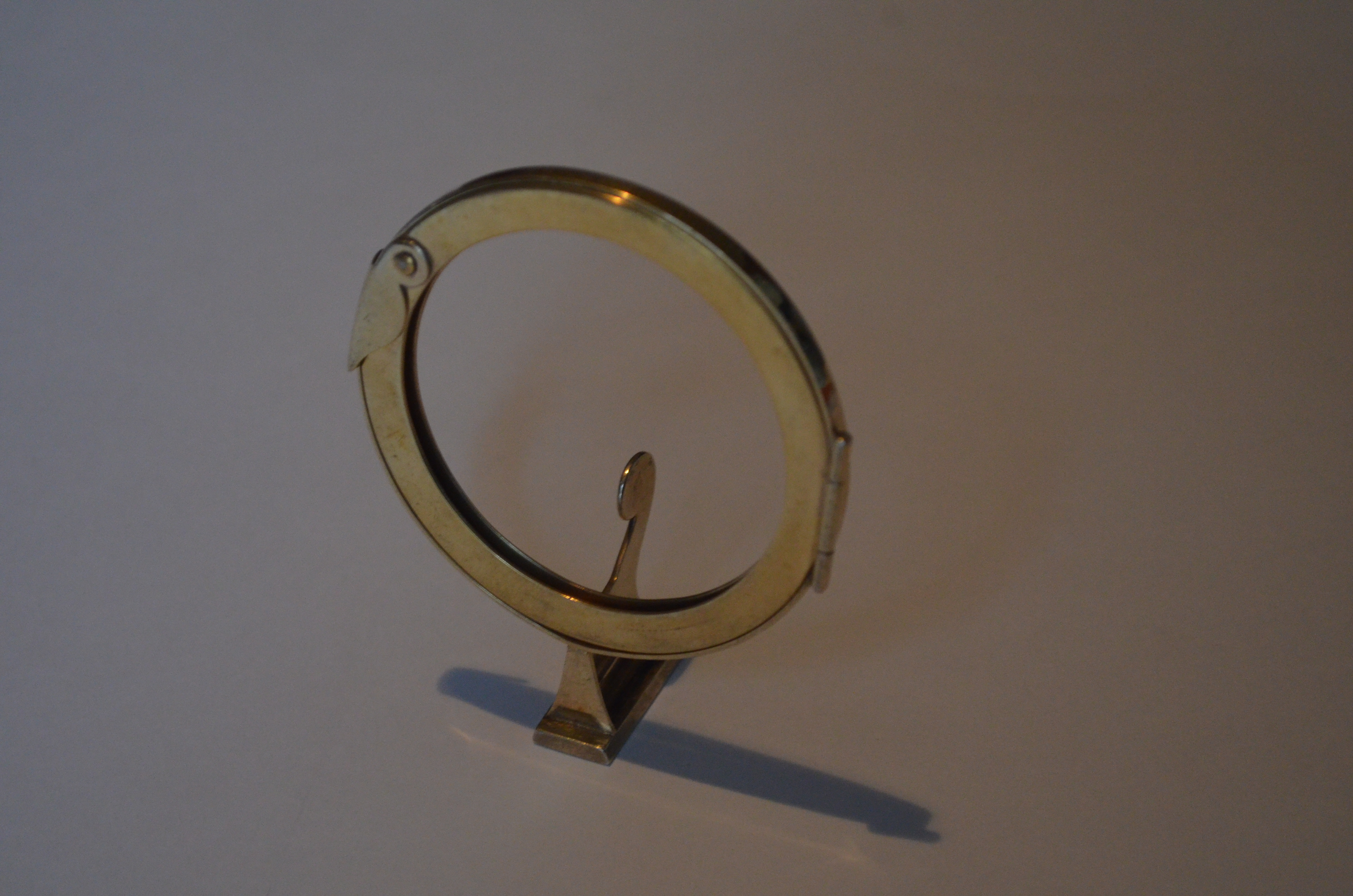
Lunule.
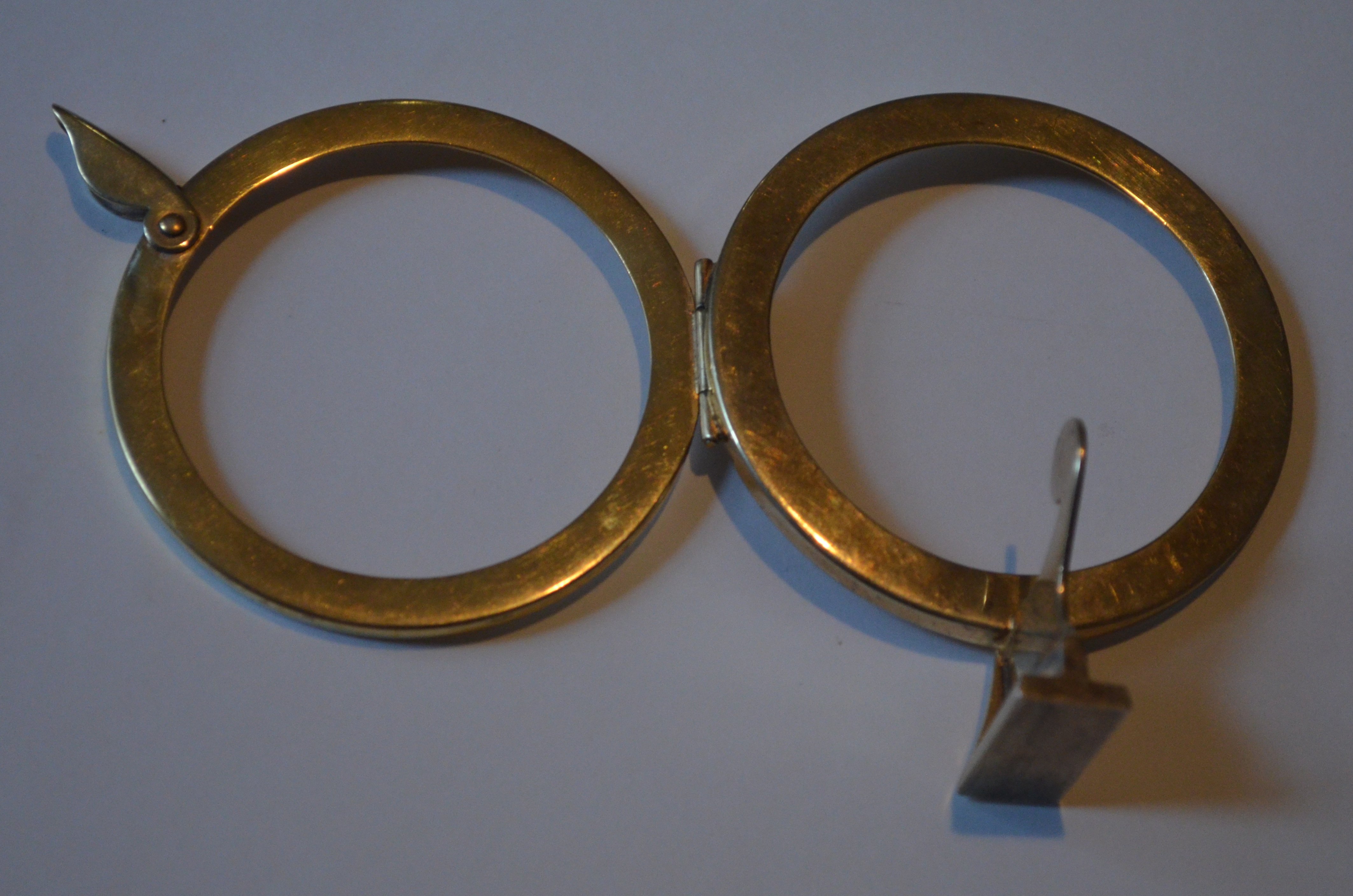
Lunule ouverte.
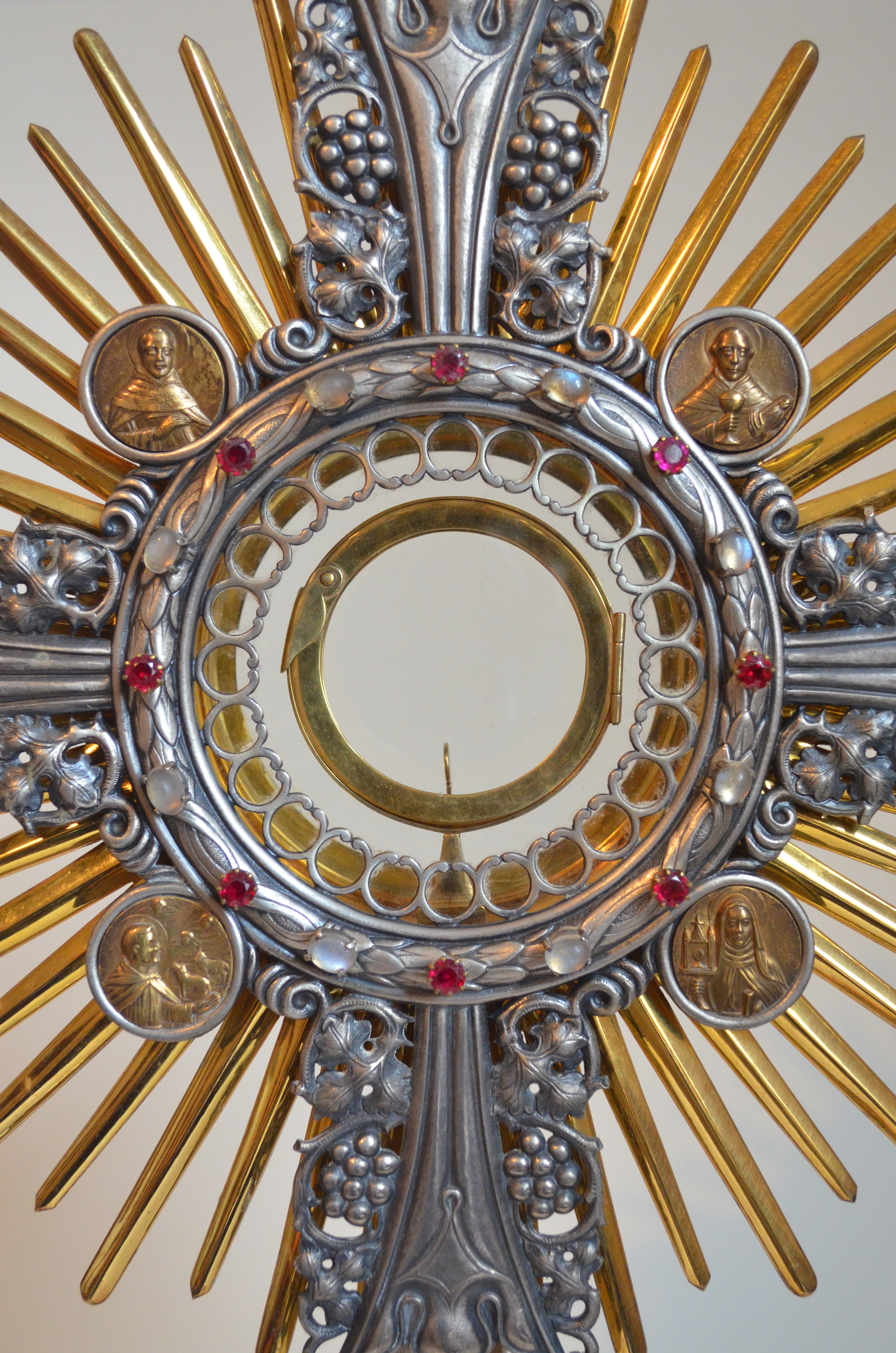
Lunule placée au centre d'un ostensoir.